# ماليزيون عرب
ينحدر العرب الماليزيون كليا أو جزئيا من أصول عربية (على وجه التحديد الحضارم الذين تعود أصولهم إلى جنوب الجزيرة العربية) وهم الأشخاص الذين ولدوا في ماليزيا أو هاجروا إليها.
كان التجار العرب يزورون جنوب شرق آسيا منذ عصور ما قبل الإسلام، جنوب شرق آسيا كان متصلا عبر الطريق البحري إلى الأسواق العربية وأسواق بلاد فارس وما بعده إلى الإمبراطورية الرومانية. يأتي هؤلاء التجار العرب من جميع أنحاء شبه الجزيرة العربية، التي تشمل اليوم عمان، واليمن، وقطر، والكويت، والبحرين وغيرها من دول مجلس التعاون الخليجي. قدامى التجار العرب يتبعون الديانة المسيحية وغيرها من الديانات التي كانت موجودة في الجزيرة العربية قبل ظهور الإسلام. دخول الإسلام كان في وقت لاحق عن طريق التجار العرب في ماليزيا في القرنين 7 و8. ارتفعت أعداد العرب في جنوب شرق آسيا خلال العصر الإسلامي، ووصل التجار العرب لنشر الإسلام. العديد من المهاجرين العرب اندمجوا في المجتمع وقد استوعبوا الثقافة المحلية الماليزية بدلا من الحفاظ على الهوية العربية.
ولايات قدح وكلنتن وجوهر تضم نسبة عالية من السكان من الملايو ومن أصول عربية. مثل المهاجرين العرب المقيمين في البلدان المجاورة كسنغافورة، وإندونيسيا وبروناي والفلبين العرب الماليزيون يتم استيعابهم في ثقافة الملايو وأكثر من ذلك-في كثير من الأحيان لا يعتبرون أنفسهم «عربا». كان هذا الاتجاه التاريخي للتجار العرب في جنوب شرق آسيا الذين سرعان ما اندمجوا في الثقافة الأسترونيزية.

## مزيد من القراءة
- Ahmed Ibrahim Abushouk؛ Hassan Ahmed Ibrahim (2009). The Hadhrami Diaspora in Southeast Asia: Identity Maintenance Or Assimilation?. BRILL. ص. 45–. ISBN:90-04-17231-9. مؤرشف من الأصل في 2020-01-26.
- Eric Tagliacozzo (1 يناير 2009). Southeast Asia and the Middle East: Islam, Movement, and the Longue Durée. NUS Press. ص. 105–. ISBN:978-9971-69-424-1. مؤرشف من الأصل في 2020-01-26.
- Hussein Alatas (Syed) (يناير 1977). The Myth of the Lazy Native: A Study of the Image of the Malays, Filipinos and Javanese from the 16th to the 20th Century and Its Function in the Ideology of Colonial Capitalism. Psychology Press. ISBN:978-0-7146-3050-2. مؤرشف من الأصل في 2020-01-26.
- Nawar Shora (2009). The Arab-American Handbook: A Guide to the Arab, Arab-American & Muslim Worlds. Cune Press. ص. 302–. ISBN:978-1-885942-47-0. مؤرشف من الأصل في 2020-01-26.
- Keat Gin Ooi (1 يناير 2004). Southeast Asia: A Historical Encyclopedia, from Angkor Wat to East Timor. ABC-CLIO. ص. 170–. ISBN:978-1-57607-770-2. مؤرشف من الأصل في 2016-05-10.